# Julio César Tello
Julio César Tello (ur. 11 kwietnia 1880 w prowincji Huarochirí, zm. 3 czerwca 1947 w Limie) – pierwszy archeolog pochodzenia indiańskiego, badacz kultury Paracas i Chavín de Huántar.

## Życiorys
Julio Tello urodził się w górskiej wiosce w prowincji Huarochirí, na wschód od stolicy Peru, Limy. W 1902 roku rozpoczął studia medyczne na Uniwersytecie Świętego Marka w Limie. W 1909 został doceniony za swoją pracę końcową Starożytność syfilisu w Andach stypendium na Uniwersytecie Harvarda gdzie, studiował antropologię pod kierunkiem m.in. Franza Boasa. Po uzyskaniu dyplomu w 1911 roku na dwa lata wyjechał do Europy.
Po powrocie do Peru w 1913 roku został mianowany dyrektorem sekcji archeologicznej w Narodowym Muzeum Archeologii, Antropologii i Historii Peru. W 1919 roku zorganizował i prowadził przez kolejne lata wykopaliska archeologiczne w Chavín de Huántar, gdzie odkrył m.in. liczne pochówki mumii. Od 1931 roku prowadził wykopaliska w Pachacámac. Od 1945 roku aż do śmierci był dyrektorem Narodowego Muzeum Archeologii, Antropologii i Historii Peru w Limie. 